# Heterusia fidonioides
Heterusia fidonioides är en fjärilsart som beskrevs av Max Joseph Bastelberger 1911. Heterusia fidonioides ingår i släktet Heterusia och familjen mätare. Inga underarter finns listade i Catalogue of Life.